# Как служил же я у пана (мультфильм, 2012)
«Как служил же я у пана» — белорусский мультипликационный фильм, снятый в 2012 году в технике компьютерной перекладки по заказу Министерства культуры Республики Беларусь на студии анимационных фильмов киностудии «Беларусьфильм» режиссёром Михаилом Тумелей по собственному сценарию на основе старинной белорусской шуточной народной песни «Как служил же я у пана». Входит в состав сборника музыкальных фильмов на сюжеты шуточных белорусских народных песен «Музыкальная шкатулка-2».
Фильм удостоен наград на XVIII открытом российском фестивале анимационного кино, XXII международном кинофестивале «Золотой Витязь», XX международном фестивале анимационных фильмов «Крок», ХVI международном фестивале анимационных фильмов «Анимаёвка».

## Сюжет
Фильм основан на старинной шуточной белорусской песне. Нанявшийся к пану селянин получает заслуженную плату: на первое лето — курицу с цыплятами, на второе — утку, на третье — гусыню, на четвёртое — индюка, на пятое — телёнка, на шестое — барана, а на седьмое — девушку-красавицу. Но полученное из панских рук добро вызывает не только веселье: девушка напилась и разбилась, упав с печки, а баран сломал ноги паночку.

## Съёмочная группа
| Функция                                               | Исполнитель                            |
| ----------------------------------------------------- | -------------------------------------- |
| Автор сценария                                        | Михаил Тумеля                          |
| Кинорежиссёр                                          | Михаил Тумеля                          |
| Художники-постановщики                                | Анна Емельянова                        |
| Художники-постановщики                                | Михаил Тумеля                          |
| Аниматоры                                             | Александра Мухометзянова               |
| Аниматоры                                             | Татьяна Никеенко                       |
| Аниматоры                                             | Станислав Сперанский                   |
| Аниматоры                                             | Анна Тумеля                            |
| Аниматоры                                             | Михаил Тумеля                          |
| Компьютерная обработка и монтаж                       | Наталья Сперанская                     |
| Компьютерная обработка и монтаж                       | Михаил Тумеля                          |
| Музыкальная интерпретация народной песни (композитор) | Андрей Жуков                           |
| Звукорежиссёр                                         | Евгений Рогозин                        |
| Шумовое оформление                                    | Шамиль Исмаилов                        |
| Песню пели                                            | Максим Кожамечонок                     |
| Песню пели                                            | Виктор Руденко                         |
| Песню пели                                            | Сергей Пукст                           |
| Песню пели                                            | Пит Павлов                             |
| Песню пели                                            | Михаил Тумеля                          |
| Песню пели                                            | Дмитрий Лукьянчиков                    |
| Песню пели                                            | Дмитрий Лику                           |
| Редактор                                              | Дмитрий Якутович                       |
| Ассистент режиссёра                                   | Анна Егорушкина                        |
| Директоры картины                                     | Елена Корзюк                           |
| Директоры картины                                     | Андрей Бычков                          |
| Композинг                                             | Александр Бетев (в титрах отсутствует) |

## Технические данные
Фильм был снят в 2012 году на студии анимационных фильмов национальной киностудии «Беларусьфильм» по заказу Министерства культуры Республики Беларусь методом компьютерной перекладки. Фильм входит в состав сборника музыкальных фильмов на сюжеты шуточных белорусских народных песен «Музыкальная шкатулка-2». Длительность фильма — 7 минут. Длительность фильма с русскими субтитрами — 6 минут 30 секунд, с английскими — 7 минут 50 секунд.

## Критика
Авторы седьмого тома многотомного издания «Республика Беларусь — 25 лет созидания и свершений» отнесли снятый М. Тумелей фильм фольклорной тематики «Как служил же я у пана» (являвшийся частью проекта «Музыкальная шкатулка») к начавшемуся в 2006 году процессу творческого возрождения, называющемуся «белорусский анимационный ренессанс», отметив поражающие уникальные рисунки, имитирующие вытинанки, а также привлекающие внимание сделанные из обычной бумаги оригинальные фигуры деревьев, людей и фантастических существ.
Авторы сайта Аниматор.ру отметили в фильме современное прочтение шуточной белорусской песни, как музыкальное, так и изобразительное, причём в основе последнего лежат мотивы вырезанных из бумаги узоров в стиле белорусской вытинанки, как авторской, так и традиционной.

## Награды
- 2013 — XVIII открытый российский фестиваль анимационного кино (Суздаль) — приз жюри в номинации за лучшее музыкальное решение «За музыкальную драматургию»[6][3][4].
- 2013 — XXII международный кинофестиваль «Золотой Витязь» (Хабаровск) — диплом и приз Парламентского Собрания Беларуси и России[7][4].
- 2013 — XX международный фестиваль анимационных фильмов «Крок» (Украина) — диплом жюри «За лучшее воплощение песни „Как служил же я у пана“» в категории «Прикладная и заказная анимация (образовательный фильм, музыкальный клип, реклама, ТВ-заставка, эпизод сериала)»[8][3][4][9].
- 2013 — ХVI международный фестиваль анимационных фильмов «Анимаёвка» (Могилёв) — приз «Хрустальный карандаш» в номинации «За лучший экспериментальный фильм»[10][3][4].